# Talal Yousef
Talal Yousef Mohammed Ahmed (arabe : طلال يوسف محمد أحمد) (né le 24 février 1975 à Bahreïn) est un footballeur international bahreïnien, qui évolue au poste de milieu de terrain.

## Biographie

### Carrière en sélection
Avec l'équipe de Bahreïn, il dispute 72 matchs (pour 19 buts inscrits) entre 1998 et 2009. Il figure notamment dans le groupe des sélectionnés lors des Coupe d'Asie des nations de 2004 et de 2007.